# 口蹄疫対策特別措置法
口蹄疫対策特別措置法（こうていえきたいさくとくべつそちほう、平成22年6月4日法律第44号）とは日本の法律。

## 概要
2010年に発生した口蹄疫に起因して生じた事態（2010年日本における口蹄疫の流行）に対処するため、口蹄疫のまん延を防止するための措置、口蹄疫に対処するために要する費用の国による負担等、生産者等の経営および生活の再建等のための措置等の特別の措置について規定している。
2010年5月に法案が国会で成立し、6月4日に施行された。
2012年3月31日までの時限法と規定されていたため、2012年4月1日に第21条を除き失効した。

## 構成
- 第一章 総則
- 第二章 口蹄疫のまん延を防止するための措置
- 第三章 口蹄疫に対処するために要する費用の国による負担等
- 第四章 生産者等の経営及び生活の再建等のための措置
- 第五章 雑則
- 附則